# Smash Court Tennis Pro Tournament 2
Smash Court Tennis Pro Tournament 2, conosciuto in Giappone come Smash Court Pro Tournament 2 (スマッシュコート プロトーナメント2?, Sumasshu Kōto Puro Tōnamento Tsū), è un videogioco di tennis del 2004 per PlayStation 2 della Namco.

## Modalità di gioco
Ci sono diverse modalità di gioco, tra cui Arcade e Pro Tour, nel quale è possibile creare il proprio giocatore e tentare di diventare campione. Ci sono anche le modalità Esibizione, Sfide e Tutorial.

## Giocatori
Il videogioco contiene 16 tennisti reali:
ATP
- Andy Roddick - Servizi potenti
- Juan Carlos Ferrero - Diritto potente
- Tim Henman - Servizio e volée
- Lleyton Hewitt - Gioco da fondo campo
- James Blake - Colpi potenti
- Marat Safin - Colpi potenti
- Tommy Haas - A tutto campo
- Richard Gasquet - A tutto campo

WTA
- Justine Henin - Rovescio potente
- Lindsay Davenport - Colpi veloci
- Kim Clijsters - Gioco da fondo campo
- Anna Kurnikova - A tutto campo
- Serena Williams - Gioco di potenza
- Amélie Mauresmo - Colpi potenti
- Jennifer Capriati - Gioco da fondo campo
- Daniela Hantuchová - A tutto campo

### Giocatori sbloccabili
Nel gioco ci sono anche dei personaggi segreti che provengono dai popolari giochi Namco Tekken e Soulcalibur.
- Cassandra Alexandra - Servizio e volée
- Ling Xiaoyu - Gioco da fondo campo
- Heihachi Mishima - Gioco di potenza
- Raphael Sorel - Colpi veloci